# 마다가스카르바다수리
마다가스카르바다수리(Madagascar fish eagle)는 솔개속, 말똥가리속 및 개구리매속과 같은 다른 많은 주행성 맹금류도 포함하는 수리과의 큰 맹금류이다. 마다가스카르 북서쪽 해안가의 토착종이다. 길이는 약 63cm이며 머리는 옅은 갈색, 몸은 어두운 갈색, 꼬리는 흰색이다. 마다가스카르바다수리는 개체수 감소로 고통 받고 있으며 서식지 파괴와 박해로 위협을 받고 있으며 국제 자연 보전 연맹(IUCN)은 마다가스카르바다수리의 보존 상태를 "절멸위급종"이라고 평가했다.

## 묘사
마다가스카르바다수리는 길이 60~66cm, 날개 길이 165~180cm의 중간 크기의 바다수리이다. 몸과 날개는 어두운 갈색이고, 머리는 옅은 갈색이고 꼬리는 흰색이다. 부리는 검고 밑동은 창백하며 다리는 옅은 회색이다. 수컷은 2.2~2.6kg이고, 약간 큰 암컷은 2.8~3.5kg이다.
가장 가까운 친척은 아프리카바다수리이다. 그들은 함께 독특한 종 쌍의 바다수리 혈통을 형성하는데, 그들은 그 속의 갈라진 직후에 분리되었다. 그들은 조상들의 어두운 부리, 발톱, 그리고 눈을 가지고 있지만, 흰꼬리수리속들과는 다르게, 심지어 어릴 때에도, 그들은 항상 최소한 부분적으로 하얀 꼬리를 가지고 있다. 다른 바다수리 종 쌍들과 마찬가지로, (이 경우의 마다가스카르바다수리) 한 종은 태닝된 머리를 가지고 있고, 다른 종은 하얀 머리를 가지고 있다.

## 분포
이 종은 마다가스카르 고유종으로, 모론다바 북쪽의 북서 해안을 따라 적은 수로 생존한다. 이 독수리의 분포 지역은 마다가스카르의 건조한 낙엽수림 지역이다. 유엔 환경 계획에 따르면 주요 개체군 위치는 아날로바 지역에 있으며 1980년대 기준으로 20~25쌍의 번식 쌍이 있다. 최근 조사에 따르면 인도양을 따라 있는 안자자비숲에서 최소 3쌍의 번식 쌍이 더 적게 밀집되어 있으며, 안자자비 마을 북쪽으로 여러 개의 개울이 배출된다.

## 상황
유엔과 그람보의 총 개체수 추정에 따르면 이 새의 세계 개체수는 약 40마리의 번식 쌍으로 추정된다. 그람보에 따르면 이 새는 지구상에서 가장 희귀한 새 중 하나 일 수 있다. 1991년과 1995년 사이의 다른 조사에서는 105개 지역에서 적어도 222마리의 성충이 기록되었으며 번식 쌍은 98마리로 추정되었다.
이 새의 번식지에 대한 주요 위협은 탈산림화, 토양 침식, 논 습지 개발이다. 이 새는 또한 어족자원을 놓고 인간과 직접적인 경쟁을 벌이고 있다. 개체수의 감소와 직면한 위협 때문에 국제 자연 보전 연맹(IUCN)은 이 새의 보존 상태를 "절멸위급종"이라고 평가했다.